# Hrabstwo Baker (Floryda)
Hrabstwo Baker (ang. Baker County) – hrabstwo w stanie Floryda w Stanach Zjednoczonych. Obszar całkowity hrabstwa obejmuje powierzchnię 588,89 mil² (1525,22 km²). 
Hrabstwo powstało w 1861 roku. Na jego terenie znajdują się  obszary niemunicypalne: Glen Saint Mary, Olustee, Sanderson.
Na terenie hrabstwa leżą bagna Okefenokee z rezerwatem Okefenokee National Wildlife Refuge.
| Populacja hrabstwa w poprzednich latach | Populacja hrabstwa w poprzednich latach |
| Rok                                     | Liczba ludności                         |
| --------------------------------------- | --------------------------------------- |
| 1980                                    | 15 278                                  |
| 1990                                    | 18 486                                  |
| 2000                                    | 22 259                                  |
| 2010                                    | 27 115                                  |
| 2020                                    | 28 259                                  |

## Miejscowości
- Glen St. Mary
- Macclenny

## Sąsiednie hrabstwa
- Hrabstwo Charlton w stanie Georgia – północ
- Hrabstwo Ware w stanie Georgia – północ
- Hrabstwo Nassau – północny wschód
- Hrabstwo Duval – wschód
- Hrabstwo Clay – południowy wschód
- Hrabstwo Union – południe
- Hrabstwo Bradford – południe
- Hrabstwo Columbia – zachód
- Hrabstwo Clinch w stanie Georgia – północny zachód

## Demografia
Według spisu z 2020 roku liczy 28,3 tys. mieszkańców, co oznacza wzrost o 4,2% w porównaniu z poprzednim spisem z roku 2010. Według danych pięcioletnich z 2021 roku 83,3% to biali (80,3% nie licząc Latynosów), 12,8% czarnoskórzy lub Afroamerykanie, 2,3% miało rasę mieszaną, 0,9% Azjaci i 0,5% to rdzenna ludność Ameryki. Latynosi stanowili 3,8% populacji hrabstwa.

## Religia

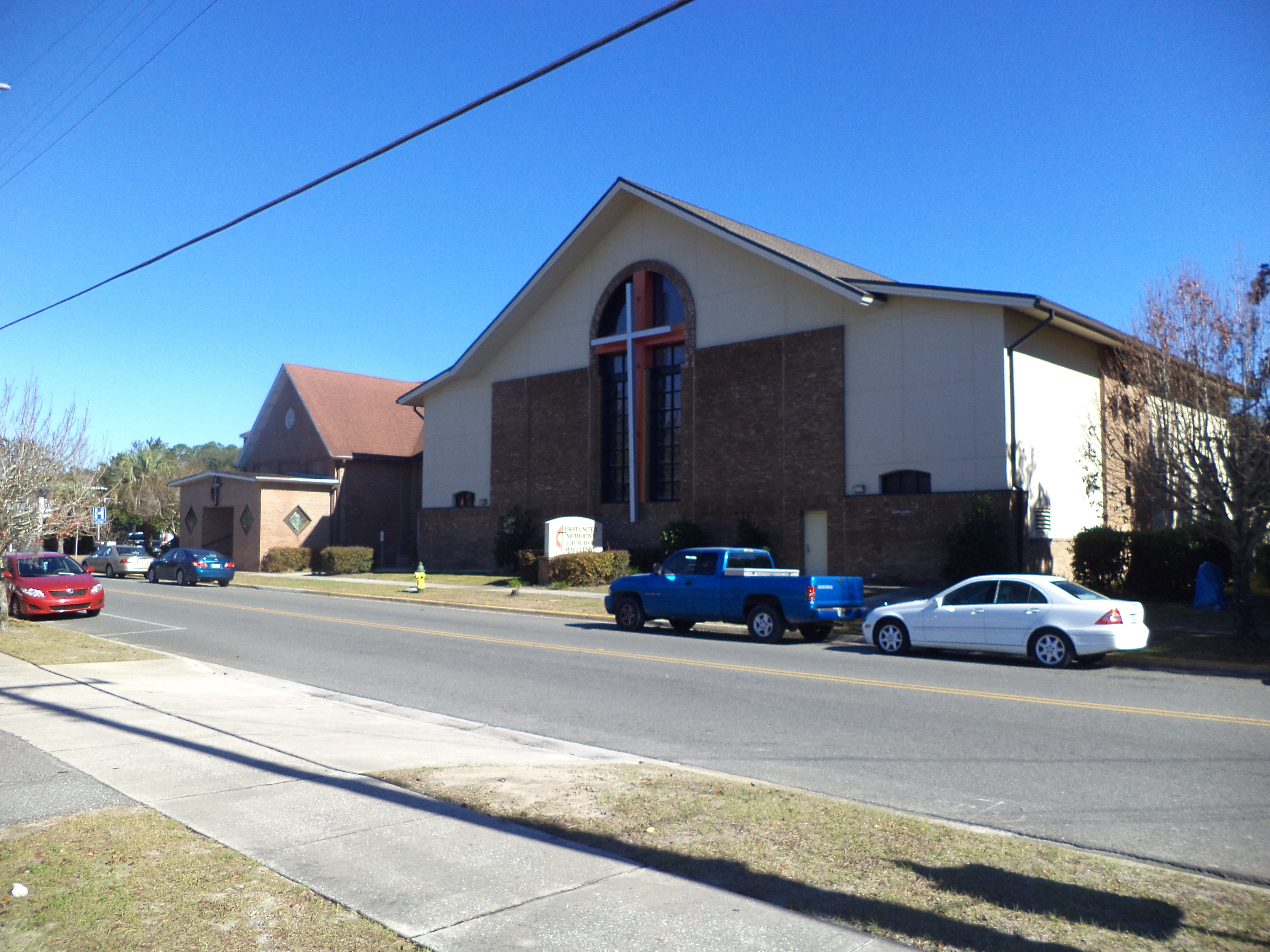
Kościół metodystyczny w hrabstwie Baker

Największe grupy religijne pod względem członkostwa w 2020 roku, to:
- ewangelikalni bezdenominacyjni – 13,1%
- Południowa Konwencja Baptystów – 9,6%
- Kościoły zielonoświątkowe – 9 zborów
- Kościół katolicki – 2,3%
- Kościoły metodystyczne – 3 zbory
- Kościół Jezusa Chrystusa Świętych w Dniach Ostatnich (mormoni) – 1,75%
- świadkowie Jehowy – 0,72%.

## Polityka
Hrabstwo jest bardzo silnie republikańskie, gdzie w wyborach prezydenckich w 2020 roku, 84,7% głosów otrzymał Donald Trump i 14,5% przypadło dla Joe Bidena. 